# Canon EOS 7D
Canon EOS 7D je 18 megapixelová digitální zrcadlovka (dále DSLR) oznámená společností Canon 1. září 2009 jako nejvýkonnější poloprofesionální fotoaparát řady EOS s čipem velikosti APS-C. Je určený zejména pro zkušené amatéry nebo profesionální fotografy.

## Technické specifikace

### Snímač
Zrcadlovka je vybavena snímačem CMOS o velikosti 22,3 × 14,9 mm (APS-C, faktor 1,6 vzhledem k full-frame) s efektivním rozlišením 18MPix což je 5184 × 3456 obrazových bodů. Tento snímač je vybavený 
integrovaným čisticím systémem EOS s fluorovou povrchovou vrstvou proti nečistotám.

### LCD displej a hledáček
LCD displej s rozlišením 920 000 bodů a úhlopříčkou 3,0" (7,7cm) umožňuje fotografovi kontrolu ostrosti snímku ještě na displeji bez toho aniž by jej musel kontrolovat na monitoru PC.
Na displeji lze zobrazit jednak informace o veškerých expozičních parametrech, dále informace o nastavení fotoaparátu a novinkou oproti ostatním zrcadlovkám od Canonu je možnost zobrazení digitální vodováhy, která funguje jak v horizontálním tak ve vertikálním (klonném) režimu. Ideální pro focení ze stativu. Tuto digitální vodováhu lze také zobrazit do hledáčku, kde funguje formou "přesýpání" ostřících bodů zleva doprava, respektive nahoru a dolů.
Pokrytí hledáčku je 100% stejně jako tomu je u EOS 1D Mark IV

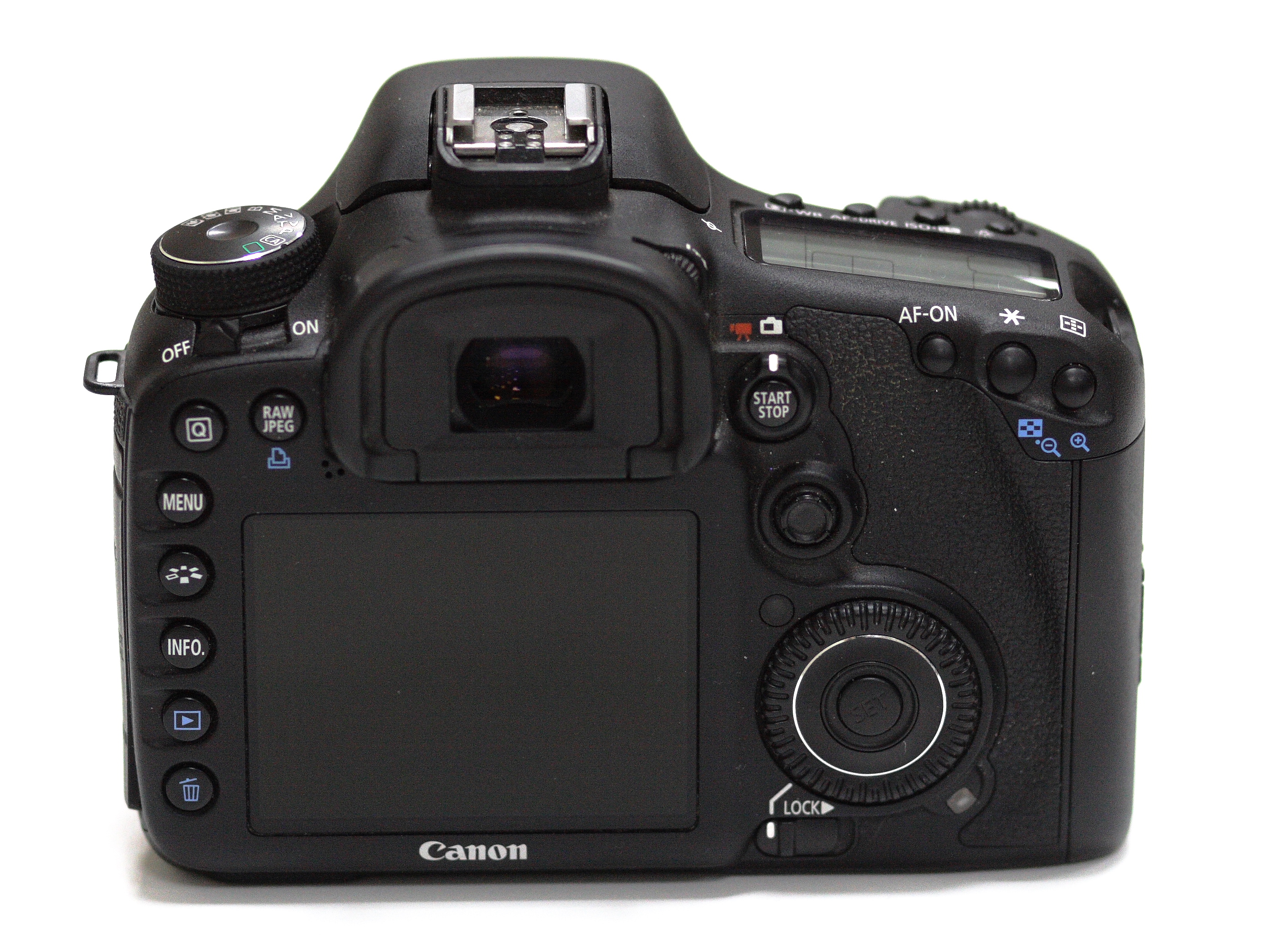
Zadní pohled

### Ostření
Speciální vlastností této zrcadlovky je její systém ostření. Obsahuje 19 ostřících bodů a každý z nich je křížový. Z těchto bodů je možné ručně vybrat z 5 možností:
- automatický výběr ze všech 19 bodů
- výběr jednoho bodu
- rozšíření bodů AF
- celý křížový bod
- zónové ostření (vybrat si můžete z 5 definovaných zón)

Navíc, díky integrovaném gyroskopu zde existuje možnost výběru jiných ostřících bodů pro vodorovné a pro svislé snímání.

### Tělo
Korpus těla je ze slitiny hořčíku, což zrcadlovce přidává na odolnosti ale samozřejmě i na váze. Celé tělo je navíc utěsněné proti prachu a vlhkosti.

## Základní specifikace
- 18 megapixelový APS-C CMOS senzor.
- dvojice obrazových procesorů DIGIC 4.
- třípalcový displej (7,5 cm) s rozlišením 921600 bodů (VGA)
- možnost snímání videosekvencí v HD kvalitě (1080p HD video)
- fotografování s živým náhledem
- automatické ostření s 19 křížovými body
- 63 zónové měření expozice
- zabudovaný systém pro čištění snímače
- snímání rychlostí až 8 snímků za sekundu
- fotografování s objektivy systému Canon EF nebo EF-S
- zabudovaný vysílač pro blesky Speedlite
- tělo z hořčíkové slitiny
- kompatibilní s objektivy Canon EF/EF-S a blesky Speedlite řady EX
- video výstup - HDMI/PAL/NTSC